# Deschampsia koelerioides
Deschampsia koelerioides är en gräsart som beskrevs av Eduard August von Regel. Deschampsia koelerioides ingår i släktet tåtlar, och familjen gräs. Inga underarter finns listade i Catalogue of Life.